# Фледермаус
Фледермаус (нім. Fledermaus — «кажан») — проєкт радіокерованого безпілотного бомбардувальника, який розроблявся Німецькою імперією наприкінці Першої світової війни.
Від аналогічних проєктів «повітряних торпед» того часу бомбардувальник відрізняло те, що апарат повинен був скидати бомбу на ціль і повертатися на авіабазу, приземляючись за допомогою парашута.
Роботи над проєктом велися кількома німецькими авіаційними та радіоелектронними компаніями, включаючи Mannesman-Mullag, з осені 1917 по листопад 1918 року, але через події Листопадової революції в Німеччині та підписання Комп'єнського перемир'я апарат так і не був побудований.

## Історія проєкту
Восени 1917 року німецька фірма «Mannesmann-Mulag» (M & M) почала дослідні роботи над проєктом безпілотного керованого бомбардувальника, здатного стати альтернативою дорогим і складним керованим машинам Цепелін-Штаакен R-VI в нальотах на стратегічні тили Антанти.
Легкий і дешевий безпілотний апарат зі 100-150-сильним двигуном і проробленою аеродинамікою повинен був управлятися за допомогою спеціального компаса, сполученого з автопілотом, і вертушки анемометра, сполученого з лічильником оборотів. При досягненні заданого числа обертів анемометра (тобто розрахункової дистанції), апарат повинен був скидати підвішену під фюзеляжем авіабомбу та автоматично розвертатися на зворотний курс.
Цікавою особливістю концепції була саме передбачувана можливість повернення на базу після виконання місії. Інші «повітряні торпеди» того часу просто падали на ціль разом з бомбою.
Фірма M & M позиціювала свій апарат в першу чергу як засіб тренування зенітників, і в другу — як безпілотний бомбардувальник, але увагу німецьких військових привернула саме друга можливість. Висока вартість пілотованих важких бомбардувальників і безперервно наростальний ризик втрати через протидію ППО Антанти змушував військових шукати адекватні заходи протидії.
У 1917 році щойно створений авіаційний відділ «Mannesmann-Mulag» розпочав роботи над перспективним безпілотним апаратом. В ході роботи було вирішено відмовитися від «компасної» навігації, яка була визнана занадто ненадійною і неефективною, і перейти до радіокомандного управління, з відстеженням польоту за допомогою системи радіонавігаційних станцій «Telefunken», що вже використовувалася для управління польотом цепелінів.

## Конструкція
Згідно зі звітом інспекції повітряних сил (нім. Idflieg), «Fledermaus» — літальний апарат, приблизно відповідає по німецькій класифікації двомісному легкому бомбардувальнику С-класу[джерело?]. Він мав біпланову коробку крила і приводився в дію двигуном потужністю близько 150 к.с. Апарат повинен був стартувати з землі, розганяючись проти вітру тросом лебідки.
Конструкція апарата була повністю дерев'яною, покрита спеціальним лаком і розрахована на досягнення дуже високих за мірками часів Першої світової війни, швидкостей в 200—220 км/год. Під корпусом апарата підвішувалася авіабомба масою до 100 кг (можливо і більше). Бомба закріплювалася в спеціальному тримачі, що приводиться в дію електричним реле по команді із землі.
Апарат повинен був приземлятися за допомогою розташованого в хвостовій частині парашута. Парашут викидався автоматично, при подачі команди з землі, коли апарат опинявся в радіусі видимості. Шасі апарата було спеціально сконструйовано, щоб амортизувати удар об землю.

## Система керування апаратом
Найцікавішою і прогресивною частиною проєкту була система радіокомандного управління. Вона ґрунтувалася на встановленні місцеперебування апарата по бортовому радіомаяку і передачі сигналів на його борт. Для встановлення місця положення апарата в просторі, його бортова станція випромінювала безперервні сигнали. Частота сигналів змінювалася залежно від висоти. Дві приймальні станції радіоорієнтування «Телефункен» повинні були бути змонтовані одна в районі Потсдама, а інша біля озера Мюриц. Це були стандартні німецькі станції радіоорієнтування.
Сполучені одна з одною телефонною лінією, станції дозволяли з достатньою для навігації точністю встановити положення літального апарата в радіусі їх досяжності. Сигнал бортового радіомаяка приймався обома станціями: антени, паралельні положенню антени апарата, давали максимально сильний сигнал, що дозволяло точно встановити з кожної станції вектор на апарат і напрямок його руху. Поточна висота польоту машини визначалася за частотою прийнятого сигналу.
На підставі зіставлених даних, оператори передавали на апарат поправки на курс. Система управління апарата брала сигнали тільки для управління по азимуту, висота польоту мала підтримуватися автоматично. Коли «Fledermaus» опинявся в розрахунковій точці (тобто над великим містом), оператори, уточнивши його координати, передавали команду на скидання бомби і розгортали апарат на зворотний курс. Апарат повертався, контрольований з землі за сигналами приймальних станцій. Коли машина наближалася до точки приземлення, радіокомандою з землі відключався двигун, а рулі перемикалися в положення плавного зниження, після чого з кормової частини викидався величезний парашут.
Розробка апаратури, імовірно, мала проводитися фірмою «Сіменс». Оскільки робота бортового радіомаяка демаскували апарат, було запропоновано здійснювати вильоти тільки вночі і на великих висотах, щоб уникнути можливої атаки винищувачів супротивника.

## Випробування
Згідно з низкою джерел, радіоапаратура управління, сконструйована інженером Дресслером, проходила випробування у вересні 1918 року на спеціально обладнаних літаках з невідомим результатом. Звіт Idflieg від вересня 1918 вказує, що були готові два прототипи Fledermaus і ще три знаходилися в різних стадіях готовності. Випробування були призначені на жовтень 1918 року, але через затримки з постачанням необхідних 160-сильних авіамоторів, і в підсумку так і не відбулися через листопадову революцію. Після підписання перемир'я, зібрані апарати були, згідно зі звітом голови департаменту експериментальної бездротової телеграфії (Funken-telegraphie-versuchsabteilung) фон Н'єммана від 1938, розібрані і заховані, щоб не потрапити в руки інженерів Антанти. Подальша їх доля невідома.